# Forteresse d'Askeran
La forteresse d'Askeran (azéri : Əsgəran qalası ; arménien : Ասկերանի բերդ ; russe : Аскеранская крепость) ou Maïraberd (arménien : Մայրաբերդ) est une forteresse située dans la périphérie au sud de la ville d'Askeran, dans le Haut-Karabakh, appelé aussi République d'Artsakh. Suivant les divisions administratives du pays non reconnu internationalement, le Haut Karabakh contrôle de facto la forteresse située dans la région d'Askeran en République d'Artsakh, alors que, suivant les subdivisions de l'Azerbaïdjan, la forteresse se situe en Azerbaïdjan dans le raion de Khodjali.

## Description

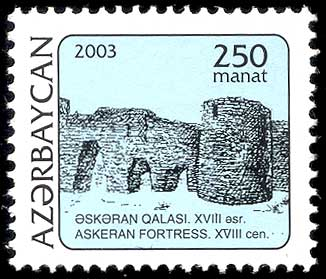
La forteresse d'Askeran sur un timbre poste de l'Azerbaïdjan en 2003

La forteresse est située en périphérie sud de la ville d'Askeran, sur les rives de la rivière Karkar (en), dans une zone boisée en direction de la ville d'Agdam. La distance entre la forteresse et la ville de Stepanakert est d'environ 16,5 km. On lui donne aussi les noms d'Askaran, d'Askatran et d'Asketran.
L'épaisseur des murs de la forteresse est de 2 mètres et leur hauteur est de 9 mètres. Des tours rondes entourent la forteresse sur les murs. Elles sont construites en petits cailloux et en calcaire maçonnés et rejointoyés à la chaux. Elle servaient de points d'observation. Les murs étaient surmontés d'étroits couloirs pour pouvoir communiquer entre les tours. Cette forteresse disposait aussi d'une double rangée de murs qui la rendait imprenable. Le fait qu'elle se trouve dans une région de montagne dans une gorge renforçait ce caractère.
Les murs de protection, l'entrée et les tours se trouvent sur le flanc d'une colline. Dans les murs, du côté intérieur, des niches et des meurtrières assurent la défense. Grâce à plusieurs niches verticales dans la façade, il est possible aujourd'hui d'accéder au sommet des tours et des murs d'enceinte. La forteresse permettait aussi le stationnement de troupes, et ce, depuis le milieu du XVIIIe siècle. C'est dans les années 1788-1789 que la forteresse est construite à des fins de défense. Ses murs s'étendent sur une longueur de 1,5 km et impressionnent par leur puissance et leur invulnérabilité. Plus d'une fois dans l'histoire, la forteresse a joué le rôle de puissant bouclier protecteur dans la vallée de Karkarsk pour la ville de Chouchi.
Au Moyen Âge, il existait déjà une forteresse à cet endroit dans le village arménien appelée Maïraberd (arménien : Մայրաբերդ). Au XVIIIe siècle, c'est à l'initiative de Panah Ali Khan, qui voulait protéger les environs de la ville de Chouchi, qu'a vu le jour cette nouvelle forteresse à doubles murailles.
En juin 1805, à l'époque de la guerre russo-persane de 1804-1813, plus de 40 000 soldats de l'armée perse sont passés par la forteresse pour assaillir la ville de Chouchi. À l'initiative du général Paul Tsitsianov, des détachements de volontaires arméniens sont formés auxquels il s'adresse en ces termes : « Souvenez-vous de votre ancienne bravoure, soyez prêts à emporter la victoire et montrez que vous êtes aujourd'hui les mêmes courageux arméniens du Karabakh qui étaient la crainte de la cavalerie perse ». L'une de ces unités, avec à sa tête le melik (en) Vani et Akop Yousbachi Atabekian, a pris part à la bataille au pied des murs de la forteresse. Un détachement sous les ordres du colonel Paul Kariaguine (1752-1807), composé de 400 combattants, a été encerclé sur une colline dans le village de Khramort. Une plaque commémorative posée par les habitants de Khramort immortalise la mémoire des soldats russes et arméniens tombés lors de la défense de Chouchi et d'Askeran en juin-juillet 1805.
En 1918-1920, une garnison était casernée qui protégeait la vallée de Karkarck sous le commandement du colonel Badalkokhian. La forteresse a été détruite par des membres du parti des Mousavatistes d'Azerbaïdjan lors de l'assaut de la ville d'Askeran en 1920.
Aujourd'hui, la forteresse se retrouve en bon état grâce aux restaurations successives qui ont commencé en 2002. La forteresse a été gravement endommagée pendant la guerre du Haut-Karabagh de 1988 à 1994 : l'une des tours s'est effondrée. Jusqu'en 2016, les travaux de restauration concernaient les parties extérieures et aujourd'hui ce sont les parties intérieures qui sont reconstruites. Mais les lieux restent ouverts au public. La forteresse est située sur la route de Stepanakert à Tigranakert, à 17,5 km de la capitale Stepanakert. Cet accès aisé faisait espérer un développement touristique aux responsables de ce secteur.

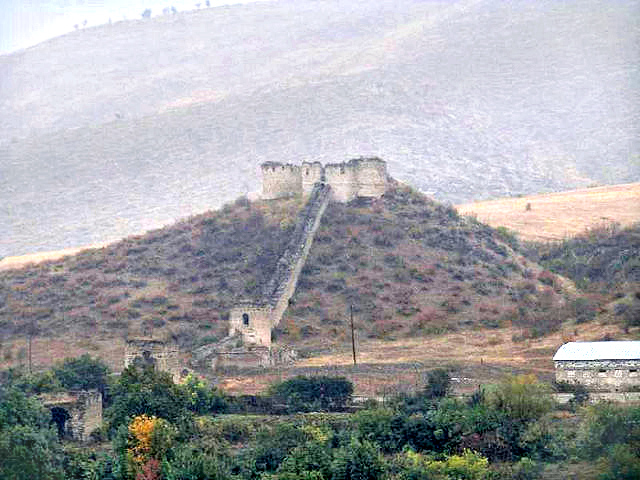
Vue générale de la forteresse d'Askeran
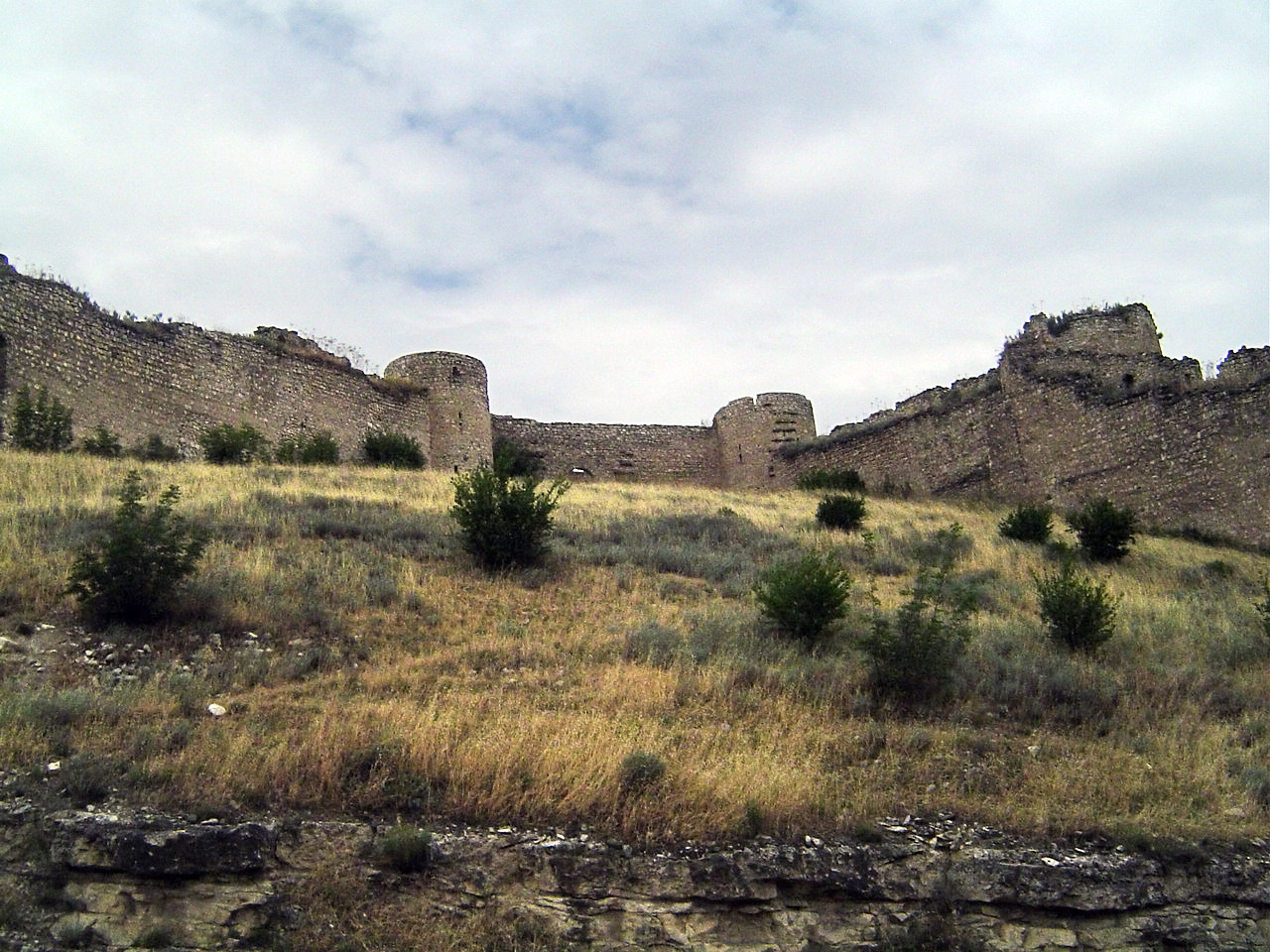
Vue du pied du tertre
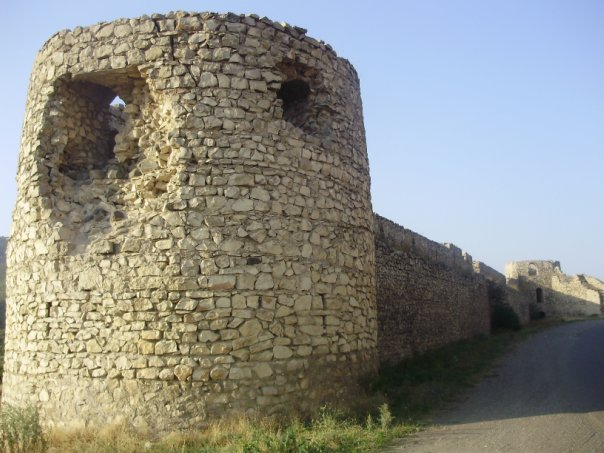
Une des tours de la forteresse